# Pilsbryspira monilis
Pilsbryspira monilis är en snäckart som först beskrevs av Bartsch och Alfred Rehder 1939.  Pilsbryspira monilis ingår i släktet Pilsbryspira och familjen Turridae. Inga underarter finns listade i Catalogue of Life.